# Guerra dels Zaian
La Guerra dels Zaian fou un conflicte armat entre França i la Confederació Zaian de les tribus amazigues del Marroc, entre 1914 i 1921.
Marroc es va convertir en un protectorat francès en 1912, i el Resident-General Louis-Hubert Lyautey va buscar estendre la influència francesa cap a l'est, a través de les muntanyes de l'Atles Mitjà fins a l'Algèria francesa. Els zaians, liderats per Mouha ou Hammou Zayani, es van oposar a aquesta expansió.
La guerra va començar bé per als francesos, que ràpidament va prendre les ciutats clau de Taza i Khenifra. Tot i la pèrdua de la seva base en Khenifra, els zaians van infligir grans pèrdues als francesos, que van respondre mitjançant l'establiment de «grups mòbils», formacions armades combinades que barrejaven infanteria regular i irregular, cavalleria i artilleria en una sola força.
L'esclat de la Primera Guerra Mundial va resultar significativa, amb la retirada de tropes franceses per a lluitar a Europa, agreujat per la pèrdua de més de 600 francesos morts en la batalla d'El Herri. Lyautey va reorganitzar les seves forces disponibles en una «barricada viva», consistent en llocs avançats formats per les seves millors tropes que protegien el perímetre del territori francès, amb les tropes de menor qualitat situades les posicions de rereguarda. Durant els propers quatre anys els francesos va conservar la major part del seu territori, tot i la intel·ligència i el suport financer de les Potències Centrals que donaven a la Confederació Zaian, i les incursions i escaramusses contínues que reduïen les forces francesa .
Després de la signatura de l'armistici amb Alemanya al novembre de 1918, les moltes forces de tribus es van oposar a la dominació francesa. Els francesos va reprendre la seva ofensiva a la zona de Khenifra en 1920, establint una sèrie de fortins per a limitar la llibertat de moviment del zaians.
Es van obrir les negociacions amb els fills d'Hammou i es va persuadir a tres d'ells, juntament amb molts dels seus seguidors, a sotmetre's a la dominació francesa. Hi va haver una divisió dins de la Confederació Zaian, entre els que recolzaven als francesos i els que seguien oposant-se, fet que va portar a lluites internes i a la mort d'Hammou a la primavera de 1921.
Els francesos van iniciar un fort atac des de tres parts en l'Atles Mitjà, aconseguint pacificar la zona. Alguns membres de les tribus, liderats per Moha ou Said, van poder fugir a l'Alt Atles i van continuar una guerra de guerrilles contra els francesos fins ben entrada la dècada de 1930.

## Antecedents
La signatura del Tractat de Fes en 1912 va establir un protectorat francès sobre el Marroc. El tractat s'havia incitat per la crisi d'Agadir de 1911, durant la qual es van enviar tropes franceses i espanyoles al Marroc per a sufocar una rebel·lió contra el sultà Abdelhafid. El nou protectorat francès va ser dirigit per un resident general, Louis-Hubert Lyautey, i va adoptar la forma de govern tradicional marroquí a través del sistema tribal.

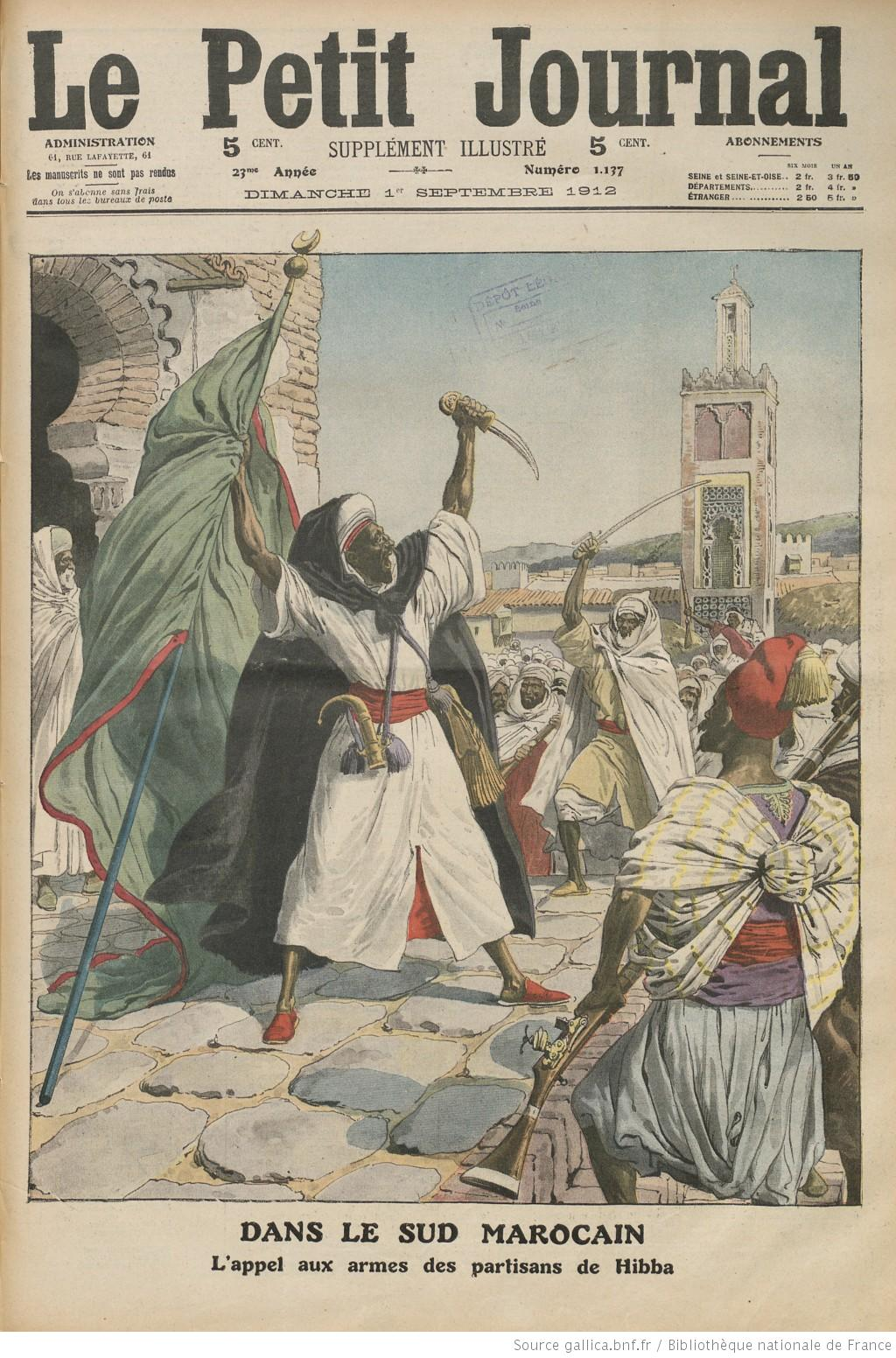
Aixecament d'Ahmed al-Hiba, 1912

Quan va prendre possessió del seu càrrec, Lyautey va reemplaçar Abdelhafid pel seu germà, Iussef ben Hassan. Les tribus es van ofendre per això i van proclamar el seu propi sultà, Ahmed al-Hiba, en Marràqueix i van fer captius a vuit europeus.
Lyautey va actuar ràpidament contra la revolta, enviant al general Charles Mangin amb 5.000 soldats per a reprendre la ciutat. Els homes de Mangin van tenir molt èxit; van rescatar als captius i van infligir moltes baixes entre les nombroses tropes de les tribus, perdent només 2 homes morts i 23 ferits. Al-Hiba va escapar cap a les muntanyes de l'Atles, amb un petit nombre dels seus seguidors i es va oposar al domini francès fins a la seva mort en 1919.
Una idea popular entre el poble francès era la de posseir una franja contínua de territori des de Tunísia fins a l'oceà Atlàntic, incloent l'expansió del «corredor de Taza» a l'interior del Marroc. Lyautey estava a favor d'això i advocava per l'ocupació francesa de les muntanyes del Atles Mitjà prop de Taza, a través de mitjans pacífics si fos possible.

A aquesta expansió francesa en l'Atles Mitjà es va oposar fermament la «poderosa trinitat amaziga» de Mouha ou Hammou Zayani, dirigent de la Confederació Zaian; Moha ou Said, líder de l'Aït Ouirra; i Ali Amhaouch, un líder religiós de la Darkawa, una variant de l'islam predominant en la regió.

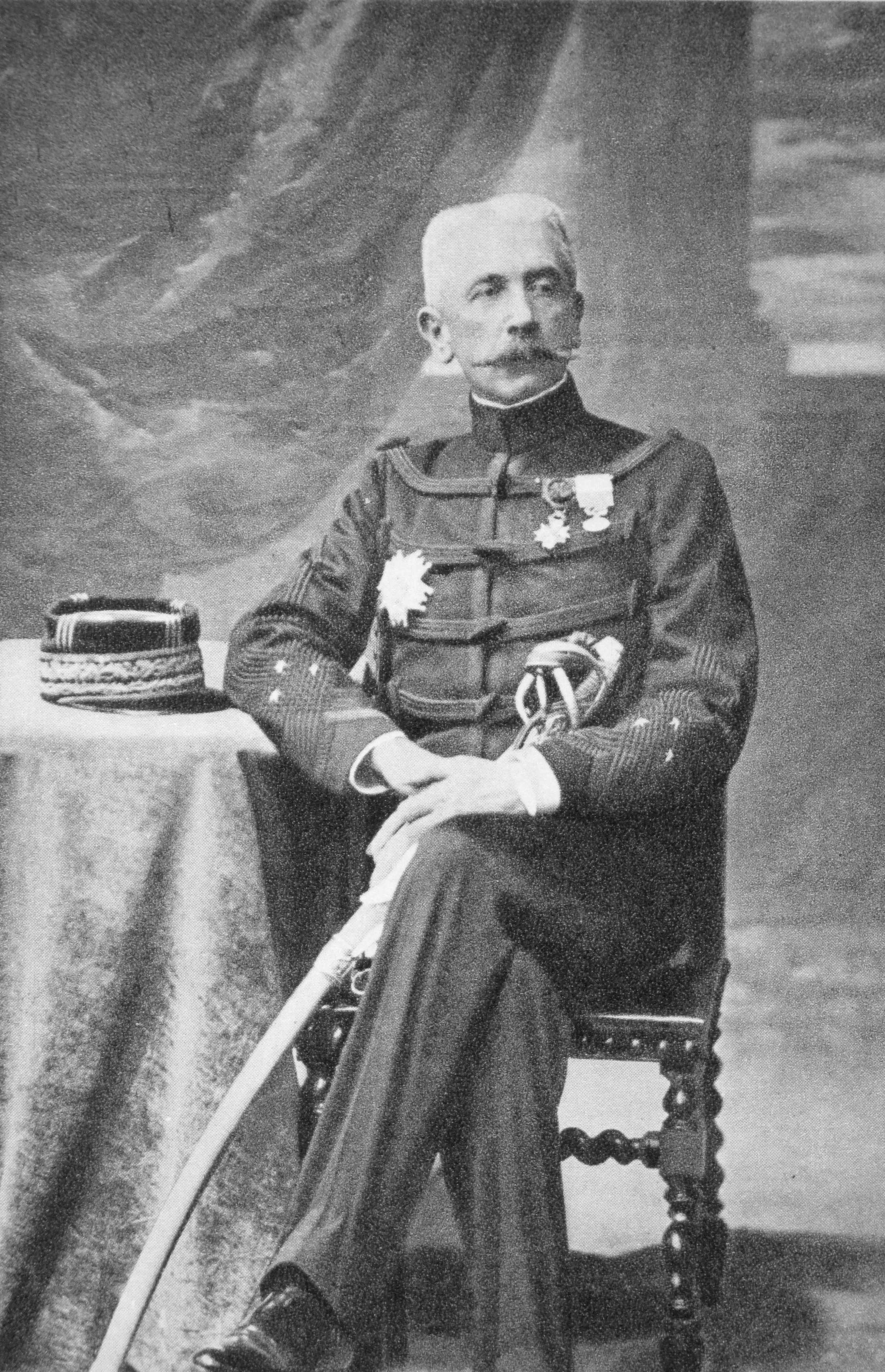
General Hubert Lyautey, 1908

Hammou comandava entre 4.000 i 4.200 tendes de campanya  i dirigia als Zaians des de 1877, oposant-se als francesos des de l'inici de la seva participació al Marroc. Després de la destitució del sultà Abdelhafid, que estava casat amb la filla d'Hammou, va declarar una guerra santa contra els francesos i va intensificar els atacs contra les tribus que estaven a favor dels francesos (o «sotmeses») i contra combois militars.
Said era un home vell que mantenia una bona situació gràcies als membres de les tribus de la regió i anteriorment havia estat un caid (un governador local amb un poder gairebé absolut) per al govern marroquí, fins i tot servir en l'exèrcit del sultà Abdelaziz contra un pretendent a Taza en 1902. Tot i estar inicialment obert a les negociacions amb els francesos, la pressió dels caps favor de la guerra i la por a les burles de la seva tribu el va fer dissuadir.
Amhaouch era un home fort i influent, descrit per l'oficial i explorador francès René de Segonzac com un dels «grans líders espirituals del Marroc» i «la més poderosa personalitat religiosa del sud-est».
Els francesos van intentar persuadir als Zaians de sotmetre's des de 1913 amb poc èxit; la majoria de les tribus de la confederació van continuar oposant-se a la dominació francesa.
Els plans de Lyautey per a prendre Taza es van ampliar per a capturar Khenifra, la seu d'Hammou, aconsellat pel seu oficial polític, Maurici Le Glay, per a poder «acabar amb ell definitivament» i tallar el suport d'altres tribus als zaians. El lloc avançat francès proper a Kasbah Tadla havia estat atacat recentment per Said, i les posteriors negociacions de pau dirigides pel cap de la intel·ligència de Lyautey, el coronel Henri Simon, no van aconseguir gran cosa. Com a resultat, Mangin va autoritzar a dur a terme una incursió de represàlia al campament de Said a El Ksiba però, tot i haver infligir fortes baixes, es va veure obligat a retirar-amb la pèrdua de 60 morts, 150 ferits i molt equip abandonat.
En no tenir èxit amb els Zaians través de la negociació del maig de 1914, Lyautey va autoritzar els generals Paul Prosper Henrys de prendre el comandament de totes les tropes franceses a la zona i llançar un atac contra Taza i Khenifra. Henrys havia de capturar Taza en pocs dies utilitzant unitats extretes de les guarnicions a Fes, Meknes, Rabat i Marràqueix, i després havia de tornar la seva atenció a Khenifra.

## La campanya de Khenifra
Henrys va planificar el seu assalt a Khenifra per a començar el 10 de juny de 1914, amb l'enviament de tres columnes de tropes, amb un total de 14.000 homes amb equips de radiotelegrafia i recolzats per avions de reconeixement.

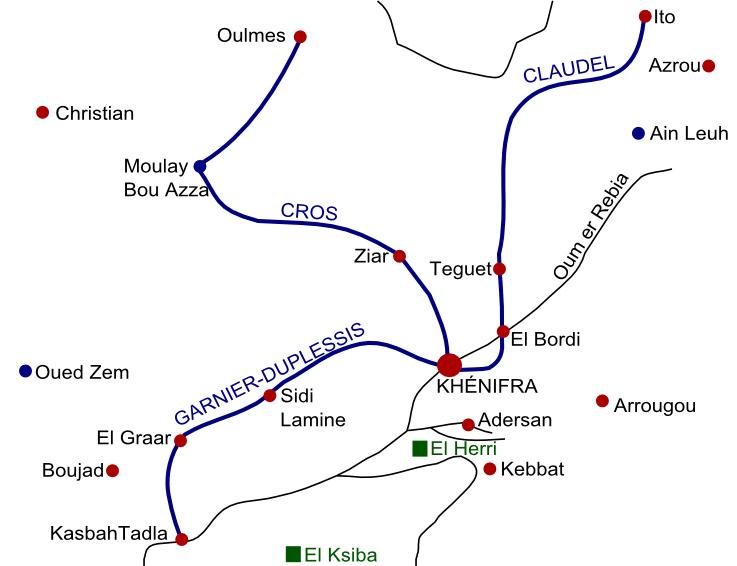
Les rutes de les columnes franceses que van marxar a Khenifra

Una columna va sortir de Meknes sota el comandament del tinent coronel Henri Claudel, una altra de Rabat al comandament del tinent coronel Gaston Cros i la tercera de Kasbah Tadla al comandament del coronel Noël Garnier-Duplessix.
Henrys van prendre el comandament general, dirigint les forces des d'un vehicle blindat en la columna de Claudel Conscient que ell sabia poc del terreny i de la lleialtat de les tribus locals, Henrys va oferir condicions generoses a les tribus que es sotmetessin al govern francès: només haurien d'entregar els seus fusells de tir ràpid i tots els subministraments francesos capturats, i pagar un petit impost a canvi de protecció. També va reservar fons substancials per a subornar a informants i a líders tribals.

Malgrat aquestes mesures, la columna de Claudel va ser atacada al mateix moment que deixava Meknes, tot i que era la més gran i pretenia ser una distracció. Les forces d'Hammou van atacar el seu campament durant les tres nits següents, infligint pèrdues d'almenys un oficial, 4 homes morts i 19 ferits, però sense atacar a les altres dues columnes. Claudel van llançar un contraatac el 10 de juny mentre que Hammou estava preparant un quart atac, escombrant als zaians a distància amb artilleria. L'endemà, van trobar poca resistència durant la seva marxa cap a Khenifra. Després de suportar alguns atacs de franctiradors en Teguet, la cavalleria de Claudel va creuar l'Oum er Rbia en El Bordj i va avançar fins als afores de Khenifra. La resta de la columna es va reunir amb ells el 12 de juny, lluitant contra els atacs dels zaians en el camí, i es van reunir-se amb les altres dues columnes. Totes les tropes es van dirigir cap a la ciutat buida de gent i amb la bandera francesa hissada. La columna va perdre a dos homes durant la marxa.

Presoners zaians en la colònia de Khenifra (postal de 1914)

Les columnes van experimentar durant aquell dia repetits atacs forts de tribus zaian, que van repel·lits a la tarda amb un cost del 5 homes morts i 1.000 ferits. Durant les nits del 14 i 15 de juny van haver nous atacs que van ser rebutjats per l'artilleria i foc de metralladora, il·luminant el camp de batalla amb reflectors. Després, Henrys va enviar dues columnes cap al sud fins a la fortalesa zaian d'Adersan per a cremar cases, demostrant les seves habilitats militars però sense provocar una confrontació decisiva amb les tribus, que van tornar a les tàctiques de guerra de guerrilles. En resposta, tots els mercats controlats pels francesos es van tancar als zaians, i els seus combois comercials van ser interceptats.
Henrys es van adonar d'una presència zaian a El Bordj, i al 30 de juny van enviar una columna per a atacar-los. Al sud d'El Bordj, els francesos van caure sota foc pesat de membres d'una tribu amb rifles moderns i van recórrer a càrregues amb baioneta per a aclarir el camí. La trobada va ser el primer combat important de Henrys amb el zaians, i les seves pèrdues van ser nombroses: 1 oficial i 16 homes morts i 2 oficials i 75 homes ferits. Els zaians també van patir moltes baixes; els francesos van comptar almenys 140 morts en el camp de batalla, i van considerar la batalla com una victòria Henrys va fer una pausa en la seva activitat per a recuperar-se, mentre que els zaians van intensificar els atacs contra els francesos. Només quatre dies després, 500 zaians van atacar a un comboi francès, que van ser rebutjats després de diverses hores de lluita i amb càrregues de baioneta. Les pèrdues franceses van ser novament significatives amb 1 oficial i 10 homes morts, i 30 homes ferits.

### Els grups mòbils
Degut a l'augment dels atacs a la zona de Khenifra, Henrys va establir tres grups mòbils formats per soldats, la majoria extrets de l'exèrcit d'Àfrica. Cada grup va ser dissenyat per a tenir una gran mobilitat i en general estaven formats per diversos batallons d'infanteria regular (tirailleurs algerians i senegalesos o tropes de la Legió Estrangera francesa), un esquadró de cavalleria (espahís algerians), unes quantes bateries d'artilleria (de campanya o de muntanya), una secció de metralladores Hotchkiss i un comboi de mules per al subministrament, sota la direcció general d'un oficial francès veterà. A més, cada grup mòbil tindria un o dos goums (grups informals de prop de 200 homes) de goumiers, tropes irregulars auxiliars tribals, sota la direcció d'un oficial de la intel·ligència francesa. Es van utilitzar els goums per a operacions d'espionatge i en zones de terreny difícil.
Es van establir un quart batalló mòbil fortament armat a Khenifra, al comandament del tinent coronel René Laverdure; un a l'oest, sota el comandament de Claudel; i un cap a l'est, sota el comandament de Garnier-Duplessix. Es van establir fortificacions en M'Rirt i Sidi Lamine, amb patrulles de goumiers per a protegir els combois i per a repel·lir els atacs de les tribus.
L'augment dels atacs contra Khenifra al llarg de juliol, repel·lits només pel foc concentrat d'artilleria i de metralladores, va preocupar a Henrys que una força combinada de membres d'altres tribus podrien amenaçar la ciutat junt amb les tribus que ja els estaven atacant. Aquest temor va ser parcialment dissipat per les derrotes per separat d'Hammou i Amhaouch pels grups mòbils de Claudel i Garnier-Duplessix, i aquest fet va augmentar el nombre de tropes auxiliars disponibles de les tribus recentment sotmeses a través del règim de conscripció.
Claudel i Garnier-Duplessix van rebre l'ordre de patrullar la riba francesa del riu Oum er Rebia i de tractar de separar als zaians dels chleuh del sud, mentre que Henrys havia planejat d'avançar a través del Mig Atles fins al riu Guigou. Aquestes operacions es van interrompre per la reducció de les forces que se li van imposar per l'esclat de la Primera Guerra Mundial a Europa.

## La Primera Guerra Mundial
Lyautey va rebre ordres del quarter general de l'exèrcit de París el 28 de juliol de 1914, el dia que va començar la Primera Guerra Mundial, sol·licitant l'enviament de totes les tropes disponibles a França en previsió d'una invasió alemanya i l'agrupament de les forces restants cap als enclavaments costaners més defensables. El Govern francès va justificar aquesta postura en afirmar que «el destí del Marroc es determinarà en Lorena».
Lyautey, que va perdre les vinyes de les seves possessions quan la seva casa de Crévic va ser destruïda fins als fonaments per l'avanç de les forces alemany, estava disposat a donar suport a la defensa de França. Al mes, va enviar el 37è batalló d'infanteria i cavalleria, i sis bateries d'artilleria al front occidental i 35.000 treballadors marroquins reclutats per Lyautey durant el transcurs de la guerra per al servei a França.
No obstant això, Lyautey no desitjava abandonar el territori interior que els seus homes havien lluitat tan dur per, afirmant que si es retirava «tal fet es traduiria immediatament a tot el Marroc ... que una revolta general sorgiria sota els nostres peus, en totes les direccions». Es va quedar només 20 batallons de legionaris (principalment alemanys i austríacs, els criminals militars de l'Infanterie Légère d'Afrique, reservistes territorials, tirailleurs senegalesos i goumiers, que van evitar l'ofensiva per a establir una estratègia a llarg termini de «defensa activa». Lyautey va retirar tot el personal no essencial de les seves guarnicions de la rereguarda, va portar reservistes ancians de França i va repartir armes i equipament militar als civils en un intent de convèncer a les tribus que l'exèrcit francès al Marroc era tan fort com abans. Lyautey es va referir a aquest moviment com «similar al buidament d'una llagosta, deixant la closca intacta». El seu pla depenia de la creació d'una «barricada viva» dels llocs d'avançada francesos que van de Taza cap al nord a través de Khenifra, Kasbah Tadla, i de Marràqueix fins a Agadir per la costa atlàntica. Lyautey i Henrys tenien la intenció de mantenir els amazics en les seves posicions actuals fins que tinguessin els recursos suficients per a tornar a l'ofensiva.
Els últims avenços francesos i la disminució de tropes franceses havien deixat a Khenifra greument exposat i el 4 d'agost (el dia que dos batallons d'infanteria van abandonar la guarnició per a dirigir-se a França) les tribus zaian van llançar un gran atac a la ciutat, als combois de subministrament i a les tropes franceses en retirada sense interrupció. Lyautey va decidir defendre Khenifra, utilitzant-la com a cap de pont per a una major expansió dels francesos pel territori francès i es va referir a ella com un bastió contra les «masses berbers hostils» de la qual depenia el «manteniment de [la seva] ocupació». Els atacs a Khenifra amenaçaven el passadís de comunicació vital entre les forces franceses al Marroc i les d'Algèria. Per alleujar la pressió sobre el municipi, els grups mòbils de Claudel i Garnier-Duplessix van atacar a les forces d'Hammou i Amhaouch en Mahajibat, Bou Moussa i Bou Arar els dies 19, 20 i 21 d'agost, causant «considerables pèrdues». Això, combinat amb el reforç de Khenifra que va arribar a l'1 de setembre, van reduir els atacs i fins a un estat de «pau armada» al novembre.
Henrys van començar a avançar cap a una postura més ofensiva, ordenant a les columnes mòbils a circular a través de l'Atles Mitjà i a les companyies muntades a patrullar les planes. Això va ser part del seu pla per a mantenir la pressió sobre Hammou, que ell considerava que era la peça clau de la Confederació Zaian i responsable de la seva contínua resistència. Henrys comptava que l'arribada de l'hivern forçaria als zaians a baixar de les muntanyes fins a les pastures de les terres baixes, on podrien ser confrontats o persuadits a rendir-se.
A més, l'augment de l'orgull nacional va portar a molts immigrants francesos al Marroc de mitjana edat per a allistar-se a l'exèrcit i, tot i que eren combatents de mala qualitat, Lyautey va ser capaç d'utilitzar aquests homes per a mantenir l'aparença d'una gran força sota el seu comandament.

### La batalla d'El Herri
Quan Henrys va repel·lir els atacs de Khenifra, va creuere que tenia la paella pel mànec després d'haver comprovat que les reduïdes forces franceses podien resistir els atacs de les tribus.

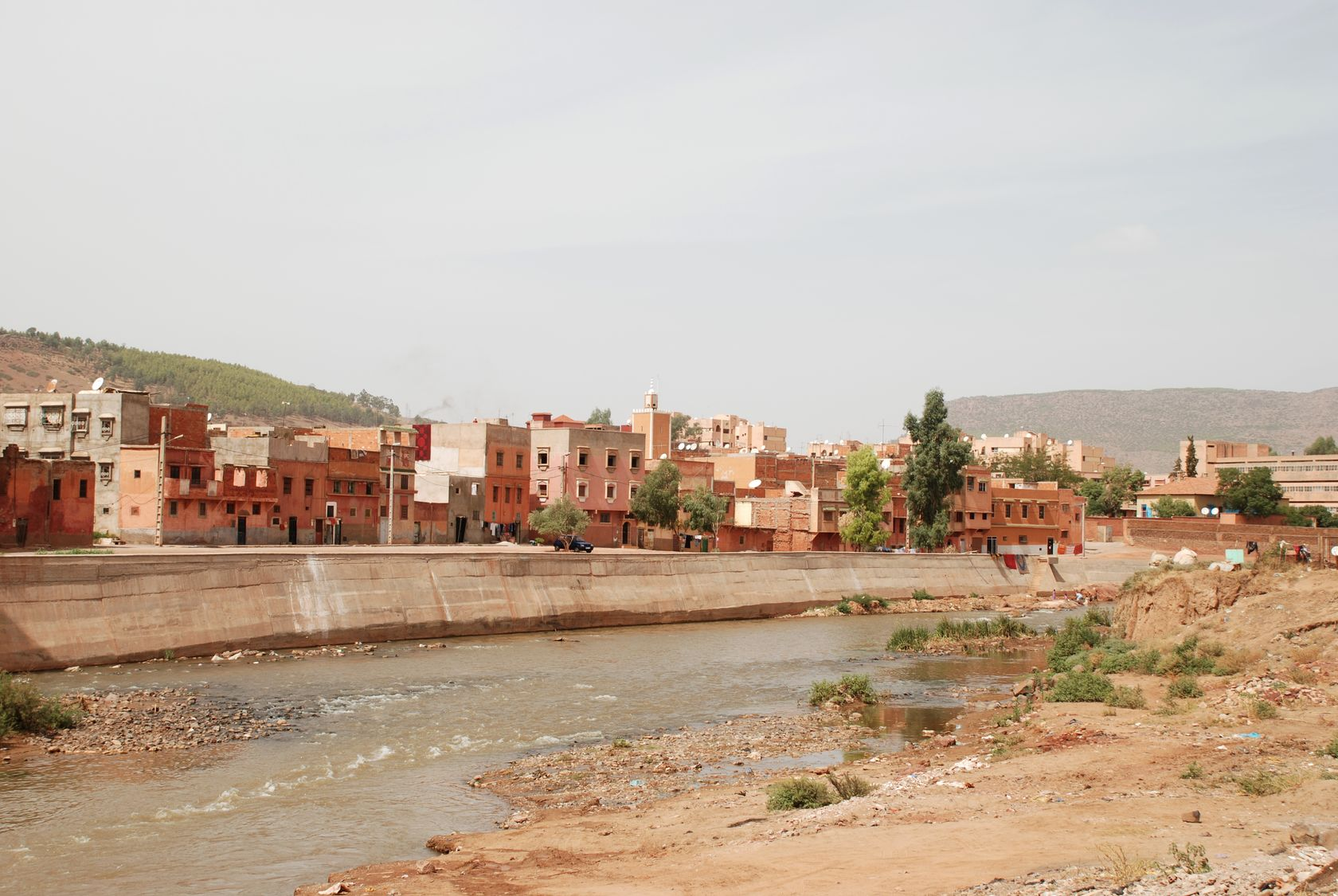
imatge d'Oum er Rebia al seu pas per Khenifra

El zaians estaven continguts dins d'un triangle format pel riu Oum er Rebia, el riu Serrou i les muntanyes de l'Atles, i ja estaven en disputa amb les tribus veïnes per més de les millors terres per a l'hivern. Hammou va decidir passar l'hivern al petit poble d'El Herri, a 15 km de Khenifra, i va establir allà un campament d'unes 100 tendes de campanya. Hammou va prometre als francesos converses de pau, però Lyautey es va negar dues vegades i va donar permís a Laverdure per a atacar i li va ordenar romandre a la riba francesa de l'Oum er Rebia.
El 13 de novembre, Laverdure va decidir desobeir aquestes ordres i va marxar cap a El Herri amb gairebé tota la seva força, uns 43 oficials i 1.187 homes amb suport d'artilleria i metralladores. Aquestes eren menys de la meitat de la força que tenia al setembre, l'última vegada que li havien negat el permís per a atacar. La força Laverdure va sorprendre el campament zaian a la matinada, pràcticament buit de lluitadors. Una càrrega de cavalleria francesa seguit de la infanteria va aclarir amb èxit el campament. Després de la captura de dues de les esposes d'Hammou i de saquejar les tendes de campanya, els francesos va començar tornar a Khenifra. Una força de zaians i altres tribus locals, d'uns 5.000 homes, van començar a convergir cap a la columna francesa i van començar a fustigar els seus flancs i la rereguarda. L'artilleria francesa va resultar ineficaç contra els hostigadors dispersos i el riu Chbouka, a la rereguarda, va tallar la retirada de les bateries d'artilleria i van ser atacades. Laverdure va separar una petita columna de tropes per a traslladar els ferits a Khenifra, quedant-se enrere amb la resta de la força. Laverdure i les tropes restants van ser envoltats pel zaians i van ser anihilats amb un atac massiu de «diversos milers» de membres de les tribus.
Els ferits i la seva escorta van arribar a la segura Khenifra al migdia, escapant per poc dels seus perseguidors, que havien entretingut saquejant als francesos morts. Aquesta força de 431 homes sans i 176 ferits van ser els únics supervivents francesos de la batalla. Els francesos van perdre 623 homes en el camp de batalla, mentre que van morir 182 zaians. Les tropes franceses també van perdre 4 metralladores, 630 armes petites, 62 cavalls, 56 mules, tota la seva artilleria i equipament de campament i gran part de les seves pertinences personals.

### Conseqüències de la batalla d'El Herri
La pèrdua de la columna a El Herri, la derrota més sagnant d'una força francesa al Marroc, va deixar a Khenifra gairebé indefensa. L'oficial de la guarnició, el capità Pierre Kroll, tenia només tres companyies per a protegir la ciutat, i va informar per telègraf a Lyautey i a Henrys de la situació abans que la ciutat tornés a ser assetjada pels zaians.
Henrys va decidir a actuar ràpidament contra els zaians per a evitar que la derrota de Laverdure posés en perill la presència francesa al Marroc, enviant a Khenifra el grup móbil de Garnier-Duplessix i formant un altre grup de suport a Ito, sota el comandament del tinent coronel Joseph Dérigoin. El grup de Garnier-Duplessix va obrir el camí cap a la ciutat, arribant el 16 de novembre, i poc després el va seguir Henrys. El 6è batalló del 2n Regiment de la Legió estrangera francesa també va arribar a la ciutat, després d'haver lluitat contra els atacs zaian durant la seva marxa des de M'Rirt. Henrys van realitzar excursions des Khenifra fins a El Herri com una demostració de força i per a enterrar els seus morts, alguns dels quals havien estat agafats com a trofeus per Hammou per a fomentar el suport d'altres tribus.
La victòria zaian a El Herri, combinat amb el lent progrés frances en el front occidental i l'aliança de l'Imperi Otomà musulmà amb les Potències Centrals, va produir un augment de reclutes en les tribus i una major cooperació entre Hammou, Amhaouch i Said. Per a contrarestar aquest fet, Henrys va emprendre una reorganització de les seves forces, formant tres districtes militars centrats a Fes, Meknes i Tadla-Zaian (la regió Khenifra), aquest últim sota el comandament de Garnier-Duplessix. L'objectiu d'Henrys era la de mantenir la pressió sobre Hammou a través d'un bloqueig econòmic i el tancament dels mercats a les tribus no sotmeses. Es va imposar una multa de guerra, en forma de diners, cavalls i fusells, a les tribus sotmeses amb la creença que la seva submissio només duraria si es pagués per això. Poques tribus van acceptar l'oferta de Henrys i els zaians van seguir creuant l'Oum er Rebia per a atacar les patrulles franceses.
Els francesos van tornar a l'ofensiva al març amb el grup de Dérigoin escombrant al llarg de la riba francesa de l'Oum er Rebia, al nord de Khenifra, i el grup de Garnier-Duplessix a l'altra banda de la riba. Dérigoin es va enfrontar contra una petita força zaian, però Garnier-Duplessix es va enfrontar amb una força més important; les seves tropes gairebé van ser envoltades per un gran grup muntat però van aconseguir repel·lir-los, causant «greus pèrdues» a canvi d'un home mort i vuit ferits francesos. Al maig, Garnier-Duplessix va creuar de nou l'Oum er Rebia per a confiscar els cultius i va ser atacat per una força de 4.000-5.000 homes a Sidi Sliman, prop de Kasbah Tadla. Els van poder rebutjar amb el foc d'artilleria i va contraatacar amb èxit durant el curs d'una ofensiva de dos dies, matant a 300 dels atacants i ferint a 400, tenint només 3 francesos morts i 5 ferits. Aquesta victòria va restaurar la imatge de superioritat francesa i va donar lloc a un augment de submissions tribals, les forces de Said es van retirar més lluny, a les muntanyes, i durant període de sis mesos hi va haver una pau relativa. En reconeixement d'aquest fet, Garnier-Duplessix va ser ascendit a general major.
La pau es va trencar l'11 de novembre de 1915 quan un grup de 1.200-1.500 zaians i membres de tribus aliades van atacar a un comboi de subministraments que es dirigia a Khenifra. Els marroquins van lluitar a menys de 50 metres dels francesos i Garnier-Duplessix, al comandament del comboi, es va veure obligat a recórrer a la baioneta per a defensar-se. Les baixes franceses van ser de 3 morts i 22 ferits, però Henrys estava preocupat per la influència que Hammou podia tenir sobre les altres tribus amazigues. En represàlia, Henrys van desplegar dos grups mòbils per tot l'Oum er Rebia i va bombardejar el campament zaian, infligint moltes baixes, però no va afectar la seva voluntat de lluitar. El zaians va tornar a creuar l'Oum er Rebia al gener de 1916, acampant en territori francès i assaltant les tribus sotmeses. Veient que les seves comunicacions amb Taza estaven amenaçades, Henrys va retirar els seus dos grups mòbils de l'àrea de Khenifra, sent atacats tots dos pel camí. Un fort atac zaian sobre M'Rirt va ser rebutjat causant 200 víctimes, però els francesos van patir la pèrdua d'un oficial, 24 homes morts i 56 ferits.
Lyautey havia conservat amb èxit el territori que havia capturat abans de la guerra, però era de l'opinió que no podia avançar més sense posar-se en un risc «extremadament dolorós» d'un conflicte en augment. S'enfrontava amb les seves tropes retirades de servei del front occidental i que va descriure com a «degenerats i marginats», una pèrdua que només estava mitigada parcialment per l'expansió a força de lluitar de les unitats goums.
Henrys van acceptar una oferta d'un destí a França i va ser reemplaçat pel coronel Joseph-François Poeymirau, un entusiasta seguidor de Lyautey i que havia servit com a segon de Henrys al comandament a Meknes.
El Primer Ministre, Aristide Briand, va oferir a Lyautey el càrrec de Ministre de la Guerra, que va acceptar el 12 de desembre de 1916. Lyautey va ser substituït, a petició seva, pel general Henri Gouraud, que tenia experiència lluitant al costat de Lyautey al Marroc i que havia tornat recentment dels Dardanels, on havia perdut el seu braç dret. Lyautey aviat es va desil·lusionar amb tàctiques franceses a Europa, la manca d'unitat que prevalia entre els Aliats i la seva posició com una figura simbòlica del govern. Ell estava no familiaritzat amb el tracte amb l'oposició política i va renunciar el 14 de març de 1917, després de ser escridassat en la Cambra de Diputats. El govern no va poder sobreviure després de la seva dimissió i el mateix Briand va dimitir el 17 de març, per a ser reemplaçat per Alexandre Ribot.
Lyautey va tornar al seu destí anterior al Marroc a finals de maig i immediatament va decidir una nova estratègia. Es va concentrar les seves forces a la vall del Muluia, convençut que la submissió de les tribus en aquesta àrea portaria el col·lapse de la resistència zaian. Per a preparar aquesta nova ofensiva, Poeymirau va establir un fort francès a El Bekrit, dins del territori zaian, i va obligar les tres tribus locals a sotmetre's. A continuació, va utilitzar aquest fort per a protegir els seus flancs durant un avanç cap al sud-est de la vall, amb la intenció d'unir-se amb una columna encapçalada pel coronel Paul Doury, per avançar al nord-oest de Boudenib. Les dues columnes es van reunir en Assaka Nidji el 6 de juny, en el moment que es va crear la primera ruta francesa controlada a través de les muntanyes de l'Atles, i Poeymiraues va guanyar la promoció de general de brigada.
Aviat es va establir un campament defensiu en Kasbah el Makhzen, i Doury va començar a construir una carretera que va prometre que seria transitable per vehicles amb motor a partir de 1918. A finals de 1917, els camions motoritzats van ser capaços de recórrer gran part de la carretera, el que permetia als francesos a moure ràpidament tropes a les àrees amb problemes i subministrar a les seves guarnicions a l'est del Marroc des de l'oest en lloc de a través de rutes llargues des dels magatzems algerians. Es va construir una carretera secundària que conduïa cap al sud des del riu Ziz, que va permetre a Doury arribar a Er-Rich, a l'Alt Atles, i es van establir forts en Midelt i en Missour. El zaians no van atacar els llocs fortificats que els francesos van construir al llarg dels seus nous camins, encara que altres tribus van llançar atacs durant l'estiu després dels rumors de les derrotes franceses en el front europeu. En un cas, a mitjans de juny, es van dur a la zona durant tres dies a tot el grup mòbil de Poeymirau per a restaurar el control de la carretera després d'un atac.
Al desembre de 1917, Doury va ampliar el teatre d'operacions, en contra de les ordres de Lyautey, mitjançant l'establiment d'una guarnició francesa a Tighmart, a la regió de Tafilalt, en reacció a uns rumors de presència alemanya a la zona. El terreny era sobretot desert i gairebé no tenia valor per als francesos, i Lyautey va ordenar als seus subordinats que se centressin en la molt valuosa Vall Moulouya. Les tribus locals es van resistir a la presència francesa, matant a un traductor que treballava en la guarnició al juliol de 1918. Doury va venjar aquest acte el 9 d'agost atacant a 1.500 membres de les tribus, liderats per Sidi Mhand n'Ifrutant, en Gaouz amb una petita força francesa que incloïa el suport d'artilleria i d'avions. Un subgrup de la força es va introduir dins d'un oasi selvàtic espès de palmeres datileres i va ser anihilat, després d'un dur combat obstaculitzat per l'esgotament i la mala alimentació. Tota la força va patir baixes de 238 homes morts i 68 ferits, les pitjors pèrdues franceses des del desastre d'El Herri, i també van perdre gran part del seu equip i vehicles de transport. Lyautey era dubtós de la reivindicació de Doury que gairebé havia esborrat el seu enemic, i en resposta li va reprendre per la seva acció precipitada en «la zona més perifèrica» i el va posar sota el comandament directe de Poeymirau.
La guerra a Europa estava arribant a la seva fi a principis de l'estiu de 1918, però els francesos es van mantenir amb dificultats al Marroc. Malgrat la mort d'Ali Amhaouch per causes naturals, un nombre significatiu de membres de les tribus, sota la direcció d'Hammou i de Said, van seguir oposant-se a ells.

### Les Potències Centrals al Marroc
Les Potències Centrals van tractar d'incitar disturbis en els territoris aliats a l'Àfrica i a l'Orient Mitjà durant la guerra, amb l'objectiu de desviar els recursos militars lluny del front occidental. La intel·ligència alemanya va identificar el nord-oest d'Àfrica com el "taló d'Aquil·les" de les colònies franceses i es va convertir en un objectiu important el fomentar allà una resistència.
La seva participació va començar en 1914, amb els alemanys tractant de trobar un líder marroquí adequat que poguessin utilitzar per a unir les tribus contra els francesos. La seva elecció inicial, l'ex sultà Abdelaziz, es va negar a cooperar i es va traslladar al sud de França per a evitar més contactes. En el seu lloc van entrar en negociacions amb el seu successor, Abdelhafid. Inicialment va col·laborar amb els alemanys, renunciant a la seva anterior postura a favor dels aliats en la tardor de 1914 i es va traslladar a Barcelona per a reunir-se amb funcionaris d'Alemanya, l'Imperi Otomà i la resistència marroquina. Durant aquest temps també va vendre informació als francesos. Aquestes lleialtats mixtes van sortir a la llum quan es va negar a pujar a bord un submarí alemany que es dirigia al Marroc, i les Potències Centrals van decidir que ell ja no era d'utilitat. Llavors, Abdelhafid va tractar d'extorsionar als serveis d'intel·ligència francesos, que van respondre amb la interrupció de la seva pensió i van organitzar seu internament a El Escorial. Posteriorment, els alemanys el van concedir un estipendi a canvi del seu silenci sobre l'assumpte.
La impossibilitat de trobar un líder adequat va fer que els alemanys alteressin els seus plans d'una insurrecció generalitzada al Marroc per a donar suport a moviments de resistència de menor escala existents. El suport alemany incloïa el subministrament a les tribus d'assessors militars i desertors de la Legió Estrangera, així com diners en efectiu, armes i municions. Els diners (en pessetes o en francs) s'introdueixen de contraban al Marroc des de l'ambaixada alemanya en Madrid. Els diners es transferien a Tetuan o a Melilla en vaixell o per cable a través del telègraf abans de ser passats de contraban a les tribus, que cada una rebia fins a 600.000 pessetes al mes. Les armes arribaven a través de les antigues rutes del Larraix espanyol o bé comprades directament als traficants d'armes francesos o a les corruptes tropes de l'exèrcit espanyol. Els alemanys van tenir dificultats per a enviar recursos als zaians de l'Atles Mitjà degut a la distància, i la major part del que es va enviar va ser per a les forces de Said. Els alemanys van intentar distribuir subministraments a l'interior, però van fracassar quan moltes tribus van acaparar els millors recursos. La munició es va mantenir escassa en l'Atles Mitjà i molts es van veure obligats a dependre de la pólvora i cartutxos de fabricació local.
L'Imperi Otomà també va recolzar a les tribus marroquines durant aquest període, proporcionant-los entrenament militar des de 1909. Els otomans van cooperar amb la intel·ligència alemanya per a escriure i distribuir propaganda en àrab, francès i en el dialecte amazic de l'Atles Mitjà. Gran part de l'esforç de la intel·ligència otomana va ser coordinada per agents àrabs que operaven des de l'ambaixada a Madrid, i se sap que almenys dos membres del personal diplomàtic otomà van prestar un servei actiu amb les tribus del Marroc durant la guerra. Els esforços otomans al Marroc van ser obstaculitzats per les divisions internes entre el personal, els desacords amb els seus aliats alemanys i l'esclat de la rebel·lió àrab en 1916, amb la qual alguns dels empleats de l'ambaixada simpatitzaven. Aquests problemes van portar a molts membres del cos diplomàtic otomà en Espanya sortir cap als Estats Units al setembre de 1916, posant fi a moltes de les operacions otomans significatives al Marroc.
Les forces d'intel·ligència franceses van treballar intensament per a lluitar contra les Potències Centrals i guanyar el suport del poble marroquí. Una sèrie d'exposicions comercials, com la Fira de Casablanca de 1915, es van dur a terme per a demostrar la riquesa de França i els beneficis de la cooperació. A més d'intensificar la seva campanya de propaganda i d'augmentar l'ús de suborns per a convèncer a les tribus que se sotmetessin, els francesos van establir mercats en seus forts militars i va pagar a marroquins per a dur a terme obres públiques. També es va encoratjar als erudits islàmics perquè emetessin fàtues per a donar suport al sultà de Marroc en la seva declaració d'independència de l'Imperi Otomà.
Els gents d'intel·ligència francesos i britànics van cooperar en França, en el Marroc espanyol i en Gibraltar, seguint als agents otomans i alemanys, infiltrant-se entre els assessors enviats a les tribus i treballant per a aturar el flux d'armes. Els ciutadans alemanys al Marroc es van col·locar sota un acurat escrutini i van ser executats quatre als pocs dies de començar la guerra. Els francesos es va trencar els codis utilitzats per l'ambaixada alemanya i van ser capaços de llegir gairebé cada comunicació enviada des d'allà cap a l'Estat Major de Berlín.
Els esforços de les Potències Centrals per a provocar un ressorgiment de la resistència contra el domini francès van resultar en gran manera ineficaços, per sota dels objectius planificats d'una jihad generalitzada. Va haver-hi pocs casos de desordres civils massius i França no es va veure obligada a reforçar les tropes estacionades al Marroc; l'exportació de matèries primeres i mà d'obra per a l'esforç de guerra va continuar.
Tot i que mai van ser capaços d'aturar completament el flux d'armes, malgrat d'un esforç considerable, els francesos van ser capaços de limitar el subministrament de metralladores i d'artilleria. Les tribus eren per tant incapaces de lluitar contra els francesos en una confrontació directa i van d'haver de seguir confiant en emboscades i incursions. Això contrasta amb l'experiència espanyola en la Guerra del Rif de 1920-1926, en el qual les tribus que tenien accés a aquest tipus d'armes van ser capaços d'infligir derrotes a l'exèrcit espanyol en el camp, com en la batalla d'Annual.

## Confictes posteriors
Les grans pèrdues franceses en la batalla de Gaouz van estimular un augment en l'activitat tribal a tot el sud-est del Marroc, amenaçant la presència francesa a Boudenib.

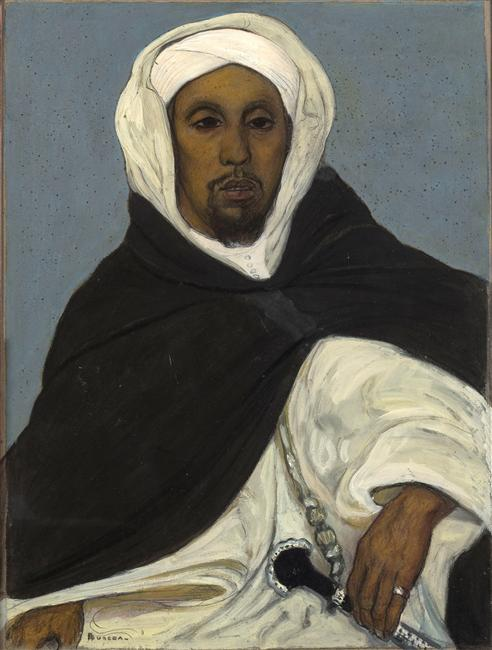
Thami El Glaoui, Paixà de Marràqueix

Poeymirau es va veure obligat a retirar les guarnicions dels forts perifèrics del Tafilalt, incloent el de Tighmart, per a concentrar la seva força i reduir el risc de nous desastres. Lyautey va autoritzar només una sèrie d'ofensives limitades, com la destrucció de llogarets i horts, amb l'objectiu principal de posar l'accent en la superioritat militar francesa. Els francesos van haver de lluitar durament per a moure les seves tropes a través dels passos de muntanya de la vall del Muluia, degut a les fortes nevades i als atacs a les seves columnes, i Lyautey es va veure obligat a demanar reforços a Algèria. A l'octubre, la situació es va estabilitzar i Poeymirau va poder retirar les seves tropes a Meknes, però un aixecament a gran escala el gener de 1919 va obligar el seu retorn. Poeymirau va derrotar a Mhand n'Ifrutant en una batalla en Meski el 15 de gener, però va resultar greument ferit al pit per l'explosió accidental d'un projectil d'artilleria i es va veure obligat a cedir el comandament al coronel Antoine Huré.
Posteriorment Lyautey va rebre l'assistència de Thami El Glaoui, un líder tribal que Lyautey havia fet paixà de Marràqueix després de l'aixecament de 1912. El Glaoui devia l'augment de la seva riquesa (quan va morir en 1956, era un dels homes més rics del món) a la corrupció i el frau, que els francesos toleraven a canvi del seu suport. El Glaoui es va comprometre amb la causa de Lyautey i va liderar un exèrcit de 10.000 homes, la major força tribal marroquina mai vista, a través de l'Atles per a derrotar a les tribus anti-franceses al congost del Dadès i reforçar la guarnició de Boudnib el 29 de gener. L'aixecament va acabar abans del 31 de gener de 1919.

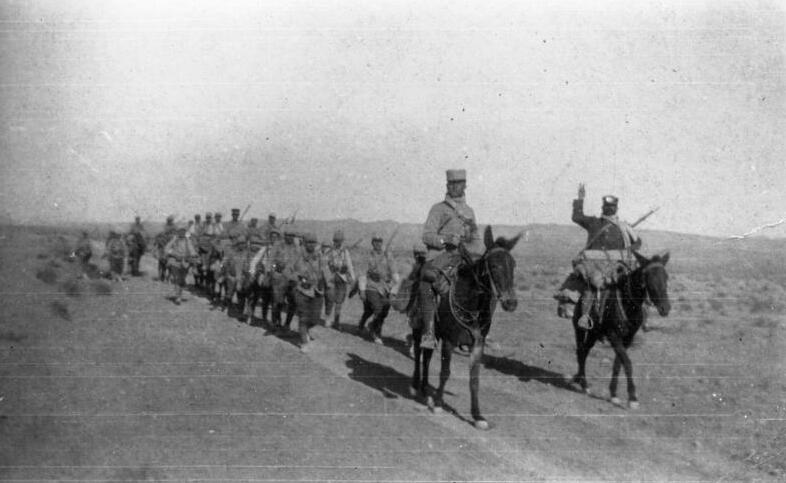
Una unitat de la Legió Estrangera francesa en marxa al Marroc, 1920

El conflicte al Tafilalt va distreure als francesos des seus principals objectius de la guerra, la reducció dels reforços francesos per a poder estalviar econòmicament i fer comparacions amb la recent batalla de Verdun. De fet, els zaians es van encoratjar per les pèrdues franceses a la zona i van renovar seus atacs als llocs de guàrdia al llarg de la carretera trans-Atlas.

Els francesos van continuar amb l'esperança d'una sortida negociada al conflicte, i a partir de 1917 van iniciar converses amb familiars propers d'Hammou. De fet, el seu nebot, Ou El Aidi, va oferir la seva submissió a canvi d'armes i diners, però els francesos es van negar perquè sospitaven que volia barallar-se amb el seu cosí, el fill d'Hammou, Hassan. En no aconseguir avenços en aquestes negociacions, Poeymirau es va moure contra les tribus del nord i del sud de Khenifra en 1920; el front d'aquesta àrea havia romàs estàtica durant sis anys. Es van portar tropes de Tadla i Meknes i es van establir forts i reserves mòbils al llarg del riu Oum er Rebia per a evitar que els zaians el travessessin per a utilitzar les pastures. Els francesos van lluitar vigorosament, i finalment van establir tres fortins i va obligar a algunes de les tribus locals a sotmetre's.

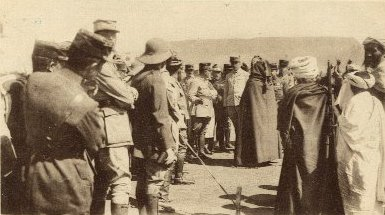
Hassan, fill d'Hammou, es rendeix al general Poeymirau

Els èxits francesos en la regió de Khenifra van persuadir a Hassan i als seus dos germans a sotmetre's als francesos el 2 de juny de 1920, després d'haver tornat alguns dels equips capturats a El Herri. Aviat Hassan va ser nomenat paixà de Khenifra i les seves 3.000 tendes de campanya van ser portades sota protecció francesa cap a una zona d'expansió de l'ocupació a tot l'Oum er Rebia. Després de la submissió dels seus fills, Hammou va conservar el comandament de només 2.500 tendes de campanya i en la primavera de 1921 va morir en una escaramussa amb altres tribus zaian que es oposaven a la contínua resistència.
Els francesos van aprofitar l'oportunitat per a llançar un assalt en l'últim bastió de la resistència zaian resistència, que es trobava prop d'El Bekrit. Al setembre, es va fer un triple atac: el general Jean Théveney es va traslladar a l'oest de l'assentament d'El Bekrit, el coronel Henry Freydenberg es va traslladar a l'est de Taka Ichian, i també va participar un tercer grup de membres d'una tribu sotmesa sota el comandament d'Hassan i dels seus germans. Théveney va trobar resistència per part dels zaians en la seva àrea, però Frydenberg va avançar sense trobar gaire oposició i en pocs dies va sufocar tota resistència. Després de set anys de lluita, la guerra contra els zaians va finalitzar, tot i que Lyautey va continuar la seva expansió en la zona amb la promesa de tenir tot el «Marroc útil» sota control francès en 1923. Es va concedir a Lyautey la dignitat de Mariscal de França en 1921 en reconeixement del seu treball al Marroc.

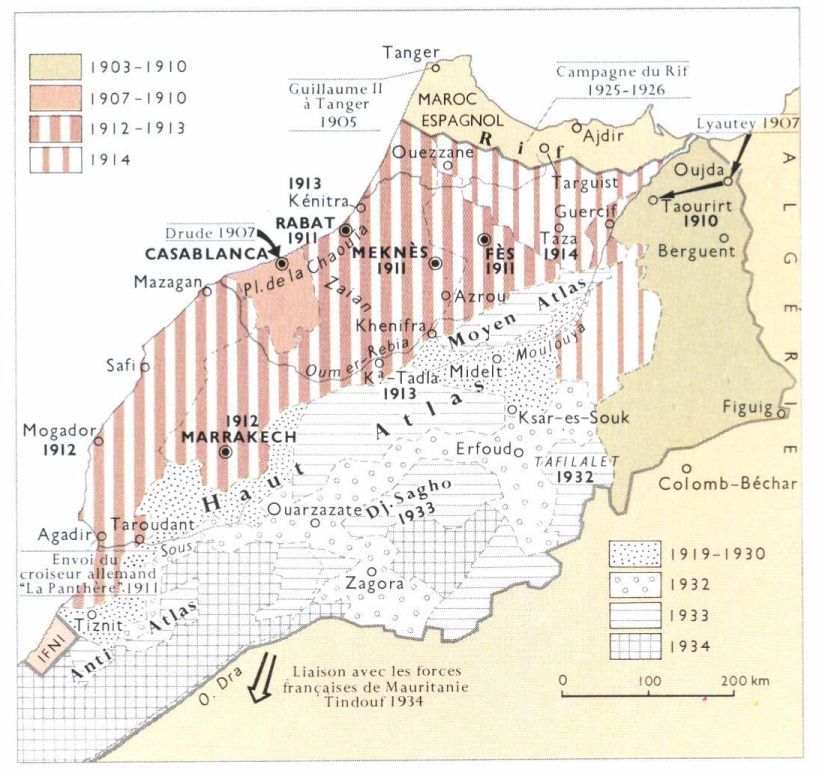
Mapa que representa l'etapa de pacificació del Marroc fins a 1934

A la primavera de 1922, Poeymirau i Freydenberg van llançar atacs a l'aiguaneix del Muluia, a l'Atles Mitjà occidental, i a l'abril de 1922 van aconseguir derrotar a Said, l'últim supervivent del triumvirat amazic, a El Ksiba. Said es va veure obligat a fugir, amb gran part de la tribu Aït Ichkern, a les muntanyes més altes de l'Atles Mitjà i després a l'Alt Atles. Lyautey es va assegurar la submissió més tribus, va construir nous llocs militars i va millorar les seves rutes de subministrament; al juny de 1922, ja tenia a tota la vall de Moulouia sota control i pacificat gran part de l'Atles Mitjà. Limitats en nombre per la ràpida desmobilització de la postguerra i l'enviament de tropes a l'ocupació de Renània (Alemanya), els francesos va decir de no marxar pel difícil terreny de l'Alt Atles i van esperar a les tribus es cansessin de la guerra de guerrilles i es sotmetessin. Said mai es va rendir i va morir en combat durant una lluita contra un grup mòbil al març de 1924, encara que els seus seguidors van continuar causant problemes als francesos durant la següent dècada. La pacificació de les restants àrees tribals del Marroc francès es va completar en 1934, encara que petites bandes armades de bandits van continuar atacant a les tropes franceses en la muntanya fins a 1936.
L'oposició marroquina del domini francès va continuar, i el nacionalista Comitè d'Acció Marroquí (CAM) va publicar en 1934 un pla per a la reforma i per al retorn al govern indirecte, provocant disturbis i manifestacions significatives produïdes en 1934, 1937, 1944 i 1951. França, després de fracassar d'intentar sufocar als nacionalistes deposant al popular sultà Muhàmmad V i de lluitar contra una sagnant guerra d'independència en Algèria, va reconèixer la independència del Marroc en 1956.